# Pseudoperomyia parvolobata
Pseudoperomyia parvolobata är en tvåvingeart som beskrevs av Jaschhof och Heikki Hippa 1999. Pseudoperomyia parvolobata ingår i släktet Pseudoperomyia och familjen gallmyggor. Inga underarter finns listade i Catalogue of Life.